# Cantó de Caen-2
El cantó de Caen-2 és un cantó francès del departament de Calvados, situat al districte de Caen. Té 5 municipis i el cap es Caen.

## Municipis
- Authie
- Caen (part)
- Carpiquet
- Saint-Contest
- Saint-Germain-la-Blanche-Herbe

## Història
| Data d'elecció                           | Identitat       | Partit | Qualitat |
| ---------------------------------------- | --------------- | ------ | -------- |
| 1973-1982                                | Louis Mexandeau | PS     |          |
| 1982-1998                                | Serge Maillard  | PS     |          |
| 1998-2001                                | Philippe Duron  | PS     |          |
| 2001-                                    | Michel Pondaven | PS     |          |
| les dades anteriors no són pas conegudes |                 |        |          |
|                                          |                 |        |          |